# 모철민
모철민(牟喆敏, 1958년 11월 6일 ~ )은 대한민국의 공무원, 대학 교수이다. 
행정고시에 합격하여 문화체육관광부 제1차관,  대통령비서실 교육문화수석비서관 등을 역임하고, 주프랑스 대한민국 대사관 대사에 임명되었으나, 박근혜 정부의 문화예술계 블랙리스트 사건에 연루되어 사임하였다.

## 학력
- 1977년 : 경복고등학교 졸업
- 1982년 : 성균관대학교 경영학 학사
- 1987년 : 서울대학교 대학원 정책학 석사
- 1989년 : 오리건대학교 대학원 관광학 석사
- 1991년 : 오리건 대학교 대학원 관광학 박사

## 경력
- 1981.12 : 제25회 행정고시 합격
- 1994.08 : 교통부 관광국 국제관광과장
- 1994.12 : 문화체육부 관광국 국제관광과장
- 1998.07 : 문화관광부 관광군 관광시설과장
- 문화관광부 관광국 관광기획과장
- 문화관광부 관광국 국제관광과장
- 1999.07 ~ 2002.08 : 대통령비서실 교육문화수석실 행정관
- 2002.08 ~ 2004 : 문화관광부 종무실 종무관
- 2004.03 ~ 2007.09 : 주 프랑스 한국문화원장
- 2007.09 ~ 2008.02 : 문화관광부 관광산업본부 본부장
- 2008.03 ~ 2008.07 : 대통령실 교육과학문화수석실 관광체육비서관
- 2008.07 ~ 2008.08 : 문화체육관광부 예술국 국장
- 2008.08 ~ 2009.05 : 문화체육관광부 문화콘텐츠산업실장
- 2009.05 ~ 2010.08 : 문화체육관광부 국립중앙도서관장
- 2010.08 ~ 2011.11 : 제37대 문화체육관광부 제1차관
- 2012.03 : 동아대학교 석좌교수
- 2012.04 ~ 2013.02 : 예술의전당 사장
- 2013.01 : 18대 대통령직 인수위원회 여성문화분과위 간사
- 2013.03 ~ 2014.06 :  대통령비서실 교육문화수석
- 2014.09 : 국민대학교 석좌교수
- 2015.03 ~ 2017.09 : 주프랑스 대한민국 대사관 대사

## 수상
- 1992년 : 대통령 표창
- 2007년 : 프랑스 예술문학훈장
- 2012년 : 황조근정훈장

| 전임 이혜민 | 제19대 주 프랑스 대사 2015년 3월 4일 ~ 2017년 9월 | 후임 최종문 |

| 전임 (초대) | 초대 대통령비서실 교육문화수석 2013년 3월 25일 ~ 2014년 6월 11일 | 후임 송광용 |

| 전임 신재민 | 제3대 문화체육관광부 제1차관 2010년 8월 16일 ~ 2011년 11월 16일 | 후임 곽영진 |